# Maria Estreicherówna
Maria Estreicherówna (* 18. Dezember 1876 in Krakau; † 11. Oktober 1966 ebenda) – war eine polnische Lehrerin, Schriftstellerin und Übersetzerin.
Sie entstammte der Krakauer Professorenfamilie Estreicher, war Tochter Karol Estreicher (des Älteren) sowie Schwester von Tadeusz und Stanisław Estreicher.
Maria Estreicherówna war eine der ersten Polinnen mit dem Doktorat aus Philosophie und Anglistik. Sie verfasste historische Werke, wie Życie towarzyskie i obyczajowe Krakowa w latach 1848–1863 (Das gesellschaftliche und sittliche Leben von Krakau 1848–1863). Des Weiteren übersetzte sie zahlreiche englische Poesien ins Polnische.

## Bibliografie
- Maria Estreicherówna: Życie towarzyskie i obyczajowe Krakowa w latach 1848–1863 : Kraków : Wydawnictwo Literackie, 1968.
- Krystyna Grzybowska: Estreicherowie. Kronika rodzinna (Familie Estreicher – Eine Familienchronik), Kraków 1999.
- Encyklopedia Krakowa, Warszawa – Kraków 2000, s. 194.

| Personendaten    | Personendaten          |
| ---------------- | ---------------------- |
| NAME             | Estreicherówna, Maria  |
| ALTERNATIVNAMEN  | Estreicher, Maria      |
| KURZBESCHREIBUNG | polnische Übersetzerin |
| GEBURTSDATUM     | 18. Dezember 1876      |
| GEBURTSORT       | Krakau                 |
| STERBEDATUM      | 11. Oktober 1966       |
| STERBEORT        | Krakau                 |